# Харалан Александров
Харалан Александров Александров е български социален антрополог, публицист, преподавател в Нов български университет, с научни интереси в областта на социалната антропология, социалната политика и организационните изследвания.

## Биография
Роден е на 21 март 1967 г. в София, в семейството на акад. Александър Александров, деец на БКП, министър в правителствата на Андрей Луканов. Завършва славянска филология в Софийски университет, като дипломната му работа е върху междуетническите връзки в районите със смесено население в България. От 1991 до 1996 г. следва в НБУ, като преминава курсове на обучение по социална дейност и педагогическа психология към Департамента по поведенчески науки. През 2003 г. получава докторска степен по антропология към Института за фолклор при БАН с дисертация на тема „Фолклорният текст в контекста на социалната промяна“.
Между 1994 и 1999 г. специализира и в различни университети в Канада, Словакия, Великобритания, Унгария и Русия. Работи върху докторска дисертация на тема „Identity, continuity and change: the dynamics of reconstructing the organizational culture of an education institution“ към Университета на Западна Англия в Бристол, Великобритания.
Доцент в НБУ от 2014 г.
Член е на Института за взаимоотношения между хората и на настоятелството на Институт „Отворено общество“ - София.
През 2021 г. влиза в инициативния комитет, който издига Анастас Герджиков за президент на България 

## Публикации
- (with R. Chickek) (2005). Pathological consequences of abused socialism, Organizational and Social Dynamics, 5:1.
- (2004). Transformation of Organizational Cultures in Bulgaria, in „After the Accession: Economic Culture in South-Eastern Europe – an Asset or a Liability“, Sofia.
- (2004). Diseases of Transition: a Belated Participation, in Critique and Humanism (17:1). Sofia.
- (with T. Tomov, Ivan K. Ivanov & R. Chickek) (2002). The Leadership Function in Bulgaria: Analysis of Group Relations in „The State of Society“, Open Society: Sofia.